# Ludovica Nasti
Ludovica Nasti, né le 26 septembre 2006 à Pouzzoles dans la région de Campanie, est une actrice italienne, révélé pour le rôle de Lila enfant, dans la série L'amie prodigieuse.

## Biographie

### Jeunesse et débuts
Ludovica Nasti est née en 2006 à Pouzzuoles, une ville située dans la région de Naples, en Italie. Issue d'une famille nombreuse, elle grandit dans un environnement laborieux. Dès son plus jeune âge. Elle est passionnée de sport et joue au football dans l'équipe féminine de la Napoli Dream Team, où elle évolue en tant qu'attaquante et milieu de terrain.
Elle a fait ses premiers pas dans le monde du modèle. Son agence Studio Emme à Rome lui propose de participer aux auditions pour le rôle de Lila Cerullo enfant dans la série télévisée L'amica geniale. Après sept mois d'auditions et une sélection parmi 9 000 candidates, elle décroche le rôle et débute ainsi sa carrière d'actrice.

### Carrière
Ludovica Nasti a acquis sa notoriété grâce à son rôle de Lila Cerullo dans l'adaptation télévisée des romans d'Elena Ferrante L'amica geniale (2018).
Elle a joué dans la série télévisée Une place au soleil, dans le rôle de Mia Parisi et a terminé le tournage du film Rosa Pietra Stella, réalisé par Marcello Sannino, où elle incarne le personnage de Maria.

## Filmographie

### Séries télévisées
- L'amie prodigieuse (2018-2022) :  Lila Cerullo
- Romulus (2022) : Vibia
- Mina Settembre (2025) : Mina de Luca
- Le Guépard (2025) : Signora Bastiana

### Films
- 2020 : Rosa Pietra : Stella
- 2021 : Mondocane :  Sabrina
- 2023 : Facciamo tutti centro
- 2023 : Grosso guaio all’Esquilino: La leggenda del Kung Fu
- 2024 : The Story of Frank and Nina - Nina

## Récompenses et distinctions
- Prix Virna Lisi – V édition en tant que Meilleure actrice de l’année 2019
- Sorrente Péninsule Arturo Esposito Award 2019 en tant que jeune révélation actrice
- Prix de la femme ... des femmes 2019 pour l’interprétation de Lila dans My Brilliant Friend
- Prix de la meilleure fiction Mon ami brillant au Gala Cinéma Fiction 2019
- Prix de la Révélation Actrice aux Sassi d’Oro de Matera 2019
- Golden Globe Award Jeune Promesse 2019[2].

## Livres et publications
- 2020 : Diario generale[3]

## Maladie
Ludovica Nasti, est atteint d'une leucémie depuis son plus jeune âge.